# Title in Limbo
Title in Limbo è un album del gruppo The Residents in collaborazione con Renaldo and the Loaf, pubblicato nel 1983 da Ralph Records. Tra gli artisti ospiti vi sono Snakefinger (chitarra e violino) e il cantante Nessie Lessons.
L'album fu registrato originariamente in quattro giorni nel 1981, quando Renaldo e The Loaf erano in vacanza a San Francisco, ma non furono in grado di finire l'album prima che il duo tornasse a casa. Nel 1983, durante un periodo di crisi finanziaria dei Residenti, l'album finito a metà, con il suo suono gentile e armonico, sembrava un'ancora di salvezza finanziaria, così i Residenti decisero di mettere la voce nelle tracce e preparare l'album per l'uscita . Dave "The Loaf" Janssen non è riuscito a prendersi una pausa dal lavoro e inviò alcuni tapeloop. Brian Poole ("Renaldo M.") andò a San Francisco per cantare e ha anche partecipato alle sovraincisioni strumentali.
Monkey and Bunny dall'album è stato eseguito dal vivo durante il 13th Anniversary Tour dei Residenti; inoltre, The Shoe Salesman è stato incluso nella scaletta del tour dell'album del 2002 Demons Dance Alone.
La versione originale era in vinile. Durante la fine degli anni '80 alcune delle canzoni furono pubblicate su compilation CD o come bonus track in CD sul primo numero di CD di Not Available, e l'album completo fu ristampato come CD in edizione limitata nel 1998.

## Tracce
1. Intro: Version – 1:23
2. The Shoe Salesman – 4:10
3. Crashing – 1:42
4. Monkey and Bunny – 5:00
5. Mahogany Wood – 4:14
6. Sitting on the Sand – 1:29
7. Africa Tree – 3:01
8. Woman's weapon – 3:23
9. Horizontal Logic – 1:58
10. The Sailor Song – 6:06
11. Extra: Version – 2:26

## Formazione
- The Residents: arrangiamenti, composizione e produzione
- Brian Poole: arrangiamenti e composizione
- Dave Janssen: arrangiamenti e composizione
- Snakefinger : chitarra, violino.
- Nessie Lessons: voce